# 小宮山瑞季
小宮山 瑞季（こみやま みずき、1月16日 - ）は、長野放送 (NBS) のアナウンサー。

## 来歴
長野県上田市出身。長野県上田染谷丘高等学校、大妻女子大学文学部英文学科（現・英語英文学科）卒業。
大学を卒業後、2014年4月に長野放送に入社。報道制作局制作部に配属され、同期の松山航大とともに同局のアナウンサーになる。2021年6月30日までは制作部に所属していたが、『NBSみんなの信州』のキャスターに就任するのに伴い、同年7月1日付で報道部へ異動した。

## 人物
小学生の頃には放送委員会に所属していた。また、地元のケーブルテレビでリポートとアナウンスを担当したことがある。大学在学時にはフジテレビアナウンストレーニング講座アナトレにも通い、アナウンスの基礎を学び直した。

## 担当番組
- ほほ笑みチャンネル - リポーター（2014年7月 - 2016年3月）
- 土曜はこれダネッ! - リポーター（2014年7月 - 2016年3月）、お天気キャスター（2016年4月 - 2017年4月）、MC（2017年5月 - 2021年6月26日）
- 守りたい信州の財産〜光る技 支える企業〜 - ナレーター（2019年4月 - 2020年3月）
- ふるさとライブ - ニュースキャスター、水・金曜→月・水・金曜（2021年1月 - 2023年9月29日）
- NBSみんなの信州 - キャスター（2021年1月 - ）